# 五月に降る雪
『五月に降る雪』（ごがつにふるゆき、原題：記得･我們有約）は台湾のテレビドラマ。
2011年9月27日から2011年10月26日まで台湾の中視で放送された。日本では、アジアドラマチックTV★So-netで2012年4月4日から2012年6月7日に、BS日テレで2012年10月3日から2013年2月20日に放送された。全20話。

## エピソード・サブタイトル
全20話
| 各話   | サブタイトル        | 日本初放送日  |
| ------ | ------------------- | ------------- |
| 第1話  | 油桐花の伝説        | 2012年4月4日  |
| 第2話  | 運命?の出会い       | 2012年4月5日  |
| 第3話  | ご主人様とのバトル! | 2012年4月11日 |
| 第4話  | 心の傷痕            | 2012年4月12日 |
| 第5話  | 屈辱のディナー      | 2012年4月18日 |
| 第6話  | 闇夜の闖入者        | 2012年4月19日 |
| 第7話  | 純粋な幸せ          | 2012年4月25日 |
| 第8話  | 渦巻く陰謀          | 2012年4月26日 |
| 第9話  | 引き継がれる想い    | 2012年5月2日  |
| 第10話 | 君を守りたい        | 2012年5月3日  |
| 第11話 | 嫉妬の炎            | 2012年5月9日  |
| 第12話 | 敗北の淵へ          | 2012年5月10日 |
| 第13話 | 勝者の執念          | 2012年5月16日 |
| 第14話 | 残酷な選択          | 2012年5月17日 |
| 第15話 | 政略結婚            | 2012年5月23日 |
| 第16話 | 偽りの誓い          | 2012年5月24日 |
| 第17話 | 待ち続ける苦しみ    | 2012年5月30日 |
| 第18話 | 取引の代償          | 2012年5月31日 |
| 第19話 | 崩れゆく虚像        | 2012年6月6日  |
| 第20話 | 油桐花の奇跡        | 2012年6月7日  |

## キャスト
| 役名                          | 俳優名                        | 役柄                                                                                        |
| ----------------------------- | ----------------------------- | ------------------------------------------------------------------------------------------- |
| ルォ・チアシュン （駱家駿）   | 朱孝天 （ケン・チュウ、F4）   | 通称：ロバート。 （ティンタンはロバ男と呼んでいる） 尊爵建設の後継者                        |
| チアン・ムーユン （江沐雲）   | 陳妍希 （ミシェル・チェン）   | 通称：ティンタン。駅前の広場でコーヒーを売っている。 魔法農場の使用人。児童施設で育った     |
| ヤン・ウェンタイ （楊文泰）   | 呉中天 （マット・ウー）       | 通称：アータイ。自動車メーカーの社長。 ティンタンに好意を持っており、身分を隠して友人になる |
| シア・パオアル （夏寶兒）     | 呉亞馨 （マギー・ウー）       | チアシュンに好意を持っている。手に入れたいものには手段を選ばない                            |
| ワン （王爺爺）               | 張復建 （チャン・フージェン） | 魔法農場の経営者。ティンタンを本当の孫のように思っている                                    |
| チャン・ツーチアン （張自強） | 鄢勝宇 （フィル・イェン）     | 通称：サツマイモ。ティンタンと同じ施設育ち                                                  |
| ルォ・シァンユン （駱祥雲）   | 艾偉 （アイウェイ）           | チアシュンの父。尊爵建設の社長。苗栗のリゾート開発に力を注ぐ                                |
| シア・ウェイチエ （夏偉杰）   | 高捷 （ジャック・カオ）       | バオアルの父。財界の有力者                                                                  |

## スタッフ
- 監督：張博昱（チャン・ボーユー）

## 主題歌
オープニングテーマ
- 『什麼風把你吹來的』

歌 - 酷愛樂團（Craze Band）
エンディングテーマ
- 『如果有如果』

歌 - 鄧福如（A-FÜ）

## ソフトウェア

### DVD
販売元：アミューズソフトエンタテインメント
- 「五月に降る雪 DVD-BOX1」（2012年11月2日）
- 「五月に降る雪 DVD-BOX2」（2012年12月5日）

## 日本国内放送局
| 放送地域 | 放送局                      | 放送期間                      | 放送日時                           | 放送系列 |
| -------- | --------------------------- | ----------------------------- | ---------------------------------- | -------- |
| 日本全域 | アジアドラマチックTV★So-net | 2012年4月4日 - 6月7日         | 毎週水曜・木曜 18時00分 - 19時02分 | CS放送   |
| 日本全域 | BS日テレ                    | 2012年10月3日 - 2013年2月20日 | 毎週水曜 23時00分 - 24時00分       | BS放送   |